# Kolizní pravidla
Kolizní pravidla, neboli hierarchická kritéria, jsou právní principy, které stanoví prioritu a hierarchii právních norem. Přestože je totiž žádoucí konstruovat právní řád jako vnitřně bezrozporný, v praxi se nelze vyhnout případům, kdy na tentýž právní vztah dopadá několik navzájem si protiřečících právních norem. V takovém případě se uplatní kolizní pravidla. Ačkoli se v nich hovoří o „derogaci“, nejde o zrušení zákona jako takového, pouze se určitá právní norma na daný případ neaplikuje.
Pokud dojde ke kolizi mezi samotnými kolizními pravidly, mají prioritu podle uvedeného pořadí (ve složitějších případech, zejména pokud jde o kolizi mezi více než dvěma právními normami, může však být určení priority sporné):
1. Lex superior derogat legi inferiori – právní norma obsažená v předpisu vyšší právní síly má přednost před normou obsaženou v předpisu nižší právní síly, tzn. například ústavní zákon má přednost před „obyčejným“ zákonem, který má zase přednost před nařízením vlády nebo vyhláškou.
2. Lex specialis derogat legi generali – zvláštní úprava má přednost před normou obecnější, subsidiární, která se uplatní jen tam, kde zvláštní právní předpis věc sám neupravuje (například zákon o obchodních korporacích je pro obchodní společnosti lex specialis a občanský zákoník lex generalis).
3. Lex posterior derogat legi priori – pozdější, resp. později účinný právní předpis má přednost před dřívějším („starším“) právním předpisem.
4. Lex posterior generalis non derogat legi priori specialis – obecná norma pozdější neruší dřívější speciální ustanovení.